# (6923) Borzacchini
(6923) Borzacchini (1993 SD) – planetoida z grupy pasa głównego asteroid okrążająca Słońce w ciągu 5,18 lat w średniej odległości 2,99 j.a. Odkryta 16 września 1993 roku.